# Ormiophasia tavassosi
Ormiophasia tavassosi är en tvåvingeart som beskrevs av Tavares 1964. Ormiophasia tavassosi ingår i släktet Ormiophasia och familjen parasitflugor. Inga underarter finns listade i Catalogue of Life.